# 雷克斯·威廉斯
德斯蒙德·雷克斯·威廉斯（Desmond Rex Williams，1933年7月20日—），是一名退役的英格蘭職業司諾克和英式撞球運動員。威廉斯是司諾克和英式撞球的優秀青少年球員，也是三次世界司諾克錦標賽半決賽選手。
威廉斯積極參與司諾克和英式撞球的管理工作。1968年，他以世界職業撞球與司諾克協會（WPBSA）的名義重啟曾經解散的職業撞球運動員協會的復活，並在1968年至1987年和1997年至1999年期間擔任主席。2001年，他因涉嫌信託違規行為而被驅逐出協會，並要求賠償28,268英鎊的法律費用，但在次年恢復為正式會員。該協會“毫不含糊”地為其行動道歉。
在1980年代，威廉斯是BBC和ITV司諾克報導的評論員。威廉斯曾在ITV做過一些深度評論，直到2001年為止。